# Olutoyin Augustus
Olutoyin „Toyin“ Augustus (* 24. Dezember 1979 in Oyo) ist eine ehemalige nigerianische Hürdenläuferin, die sich auf den 100-Meter-Hürdenlauf spezialisiert. 2007 siegte sie über diese Distanz bei den Afrikaspielen in Algier und im Jahr zuvor wurde sie in Bambous Afrikameisterin.

## Sportliche Laufbahn
Erste internationale Erfahrungen sammelte Olutoyin Augustus, die an der Pennsylvania State University in den Vereinigten Staaten studierte, bei den Afrikameisterschaften 2006 in Bambous, bei denen sie in 13,44 s die Goldmedaille über 100 m Hürden gewann und mit der nigerianischen 4-mal-100-Meter-Staffel in 44,52 s gemeinsam mit Francisca Idoko, Gloria Kemasuode und Endurance Ojokolo die Silbermedaille hinter dem ghanaischen Team gewann. Anschließend wurde sie beim IAAF World Cup in Athen in 13,27 s Achte über 100 m Hürden. Im Jahr darauf siegte sie in 13,23 s bei den Afrikaspielen in Algier und schied anschließend bei den Weltmeisterschaften in Osaka mit 13,10 s in der ersten Runde aus. 2008 schied sie bei den Hallenweltmeisterschaften in Valencia mit 8,46 s in der Vorrunde im 60-Meter-Hürdenlauf aus und im Mai gewann sie bei den Afrikameisterschaften in Addis Abeba in 13,12 s die Silbermedaille über 100 m Hürden hinter der Guineerin Fatmata Fofanah. Im August nahm sie an den Olympischen Sommerspielen in Peking teil und kam dort mit 13,34 s nicht über den Vorlauf hinaus. 2009 startete sie im Hürdenlauf und mit der Staffel bei den Weltmeisterschaften in Berlin, jedoch wurden ihre Resultate nachträglich gestrichen. 2016 schied sie bei den Afrikameisterschaften in Durban mit 14,19 s im Vorlauf über 100 m Hürden aus und beendete daraufhin ihre aktive sportliche Karriere im Alter von 36 Jahren.
In den Jahren von 2007 bis 2009 wurde Augustus nigerianische Meisterin im 100-Meter-Hürdenlauf.

## Dopingsperre
Im Zuge einer Dopingkontrolle während der Weltmeisterschaften 2009 in Berlin wurden bei Augustus erhöhte Testosteronwerte im Urin, nicht aber im Blut nachgewiesen. Medizinische Untersuchungen in den Vereinigten Staaten erklärten dies mit mehreren Eierstockzysten und diagnostizierten ein Polyzystisches Ovar-Syndrom (PCOS). Bei dieser Stoffwechselerkrankung kommt es zu einer verstärkten Produktion von Dehydroepiandrosteron (DHEA), einem Vorläuferhormon von beispielsweise Testosteron. Zur Anfechtung einer möglichen Dopingsperre musste sich Augustus vor einem Ausschuss des nigerianischen Leichtathletikverbandes verantworten. Dieser verhängte gegen sie trotz der medizinischen Ausführungen eine zweijährige Wettkampfsperre gegen die Athletin und ihre Resultate von den Weltmeisterschaften in Berlin bis inklusive der Hallensaison 2010 wurden annulliert. Zudem wurde ihre Sperre verlängert, da sie während der Prüfungsphase ihres Dopingfalls noch an Wettkämpfen teilnahm.

## Persönliche Bestzeiten
- 100 m Hürden: 12,85 s (+0,3 m/s), 24. Juni 2009 in Nantes
  - 60 m Hürden (Halle): 8,06 s, 10. Februar 2009 in Liévin